# 梅薩哈薩山
14°17′23″S 74°09′52″W / 14.28972°S 74.16444°W
梅薩哈薩山（Misa Q'asa），是秘魯的山峰，位於該國中南部阿亞庫喬大區，由奧卡拉區和卡巴納區負責管轄，屬於安地斯山脈的一部分，海拔高度4,400米。